# Метрическая система мер
Метрическая система (фр. Système métrique) — общее название международной десятичной системы единиц, основанной на использовании метра и килограмма. На протяжении двух последних веков существовали различные варианты метрической системы, различающиеся выбором основных единиц. В настоящее время повсеместно признанной является Международная система единиц (СИ). При некоторых различиях в деталях, элементы системы одинаковы во всем мире. Метрические единицы широко используются по всему миру как в научных целях, так и в повседневной жизни. В настоящее время метрическая система официально принята во всех государствах мира, кроме США, Либерии и Мьянмы. В Мьянме планируют переход на метрическую систему в ближайшие годы.
Основное отличие метрической системы от применявшихся ранее традиционных систем заключается в использовании упорядоченного набора единиц измерения. Для любой физической величины существует лишь одна главная единица и набор дольных и кратных единиц, образуемых стандартным образом с помощью десятичных приставок. Тем самым устраняется неудобство от использования большого количества разных единиц (таких, например, как дюймы, футы, фадены, мили и т. д.) со сложными правилами преобразования между ними. В метрической системе преобразование сводится к умножению или делению на степень числа 10, то есть к простой перестановке запятой в десятичной дроби.
Предпринимались попытки введения метрических единиц для измерения времени (путём деления суток, например, на миллисутки) и углов (путём деления оборота на 1000 миллиоборотов либо на 400 градов), но они не имели успеха (хотя град позднее и нашёл довольно широкое применение при измерении углов в геодезии). В настоящее время в СИ используются секунды (делятся на миллисекунды и т. п.) и радианы.

## Недостатки традиционных систем измерения
Традиционные европейские системы базовые единиц измерения позаимствовали от древнеримских единиц.
Традиционные единицы измерения отражали визуальное пространство человека через понятные величины (шаг, палец, локоть и пр.) То же самое касается измерения весовых веществ и предметов. В традиционных единицах измерения для каждой группы используются свои отдельные единицы — для жидкостей, сыпучих тел, аптеки, ювелирного дела.
Единицы измерения длины. Рассмотрим пример на основе имперской (английской) системы.
Древнеримская единица измерения «палец» — дюйм, «ступня» — фут, «тысяча двойных шагов» (то есть левой и правой ногой) — миля. Дометрические единицы измерения отражали личное и визуальное пространство человека Средних Веков. Дюймами мерили расстояния в пределах прямой видимости (1-2 метра). Более мелкие размеры мерили в линиях. С изобретением лупы стали активно использовать точки. Пределом визуального пространства стала миля. В имперской системе мер появились две единицы длины, т. н. «новоделы». Одна из них — ярд, который равнялся расстоянию от кончика носа Его Величества английского короля Эдгара до кончика среднего пальца вытянутой в сторону руки. Вторая единица — мил, — равная 1/1000 дюйма, придумана Джозефом Уитвортом, который предложил использовать десятичные деления имперских единиц в инженерном деле. Идея Уитворта (перевод имперских единиц измерения на десятичные измерения) широкого распространения не получила, так как это было реализовано в метрической системе намного проще и эффективнее. Тем не менее, мил используется в США в электронике и измерениях тонких металлических изделий, для тех, кто привык измерять длины только в имперской системе мер.
Единицы измерения объёма. Для измерения ёмкостей воды в Российской империи применялись в разные времена разные объёмы, например ведро, кружки и чарки. Каждая из этих единиц измерения отражала ёмкость посуды, которую выпускали на продажу мастера. Отдельной областью применения объёмов в России были горячительные напитки. Существовали самые разнообразные виды мерок для горячительных напитков — косушка, четверик, шкалик, полуштоф, штоф, винная бутылка, водочная бутылка, ведро и пр. В кабаках и ресторанах использовалась специальная посуда своего объёма для измерения спиртного. Между мерками были свои соотношения в виде целых чисел или дробей. Например одна косушка равнялась пяти шкаликам, две косушки равнялась одной водочной бутылке. Винная бутылка равнялась 1/16 ведра, а водочная — 1/20. То есть не было цельной системы измерения объёма жидкостей, были только отдельные взаимосвязи объёмов, через целые числа (или целочисленные дроби), где базовой единицей была изготовленная мастером ёмкость для жидкостей.
Единицы измерения массы. В Российской империи масса товара и зерна измерялась пудами, лотами, фунтами (гривнами), золотниками и долями. Условно доля равнялась весу одного зерна полбы. Золотник равнялся весу выпускавшейся на Руси золотой монеты. Лот равнялся весу 3 золотников (около 12 грамм). Фунт равнялся около 400 грамм или 96 золотников. Притом до времён Петра I фунт назывался гривной, Пётр I взял за основу английский фунт. Пуд (около 16 кг) равнялся 40 фунтам. То есть в России единицы измерения массы между собой были связаны с различными системами пересчёта (3, 40, 96), некоторые из них типа фунта (плюс аптекарские единицы) были заимствованы из Англии ради удобства при расчёте в торговле с ней. Это подтверждало искусственность этих единиц, так как у них не было естественной базовой единицы, к которой они были привязаны и легко пересчитывались.
Метрическая система мер сумела полностью решить вышеназванные проблемы. Десятичная система сделала лёгкий пересчёт собственных единиц через перестановку запятой, решила вопрос измерения и микромира и макромира, притом в любых пропорциях благодаря приставкам.
Изначально при разработке метрических единиц измерения группа учёных мотивировала свою деятельность тем, что разрабатывала новую систему измерений не столько для Франции, сколько для всего человечества. Поэтому в поисках определения универсальной единицы новой системы метра учёные экспериментально вывели его как одна десятимиллионная часть половины меридиана (от полюса до экватора), идущего через Париж, то есть это не английский ярд, равный длине руки короля от кончика носа, а природная единица. Использование греческих наименований как базовых (как принято во многих отраслях науки) способствовало принятию названий другими странами без проблем.
Пример правильного (интернационального) выбора по созданию новой системы измерений показали Нидерланды. В наполеоновскую эпоху Батавская республика была частью Франции, как в её присоединённой части, там были введены французские единицы измерения (льё, туазы, ливры и пр.). В 1817 году Королевство Нидерланды стало независимым и указом 27 марта 1817 года стал отказ от французских единиц измерения и возврат к исконным голландским. Но, голландские единицы измерения были приведены к метрическим единицам, то есть метрические системы Голландия оставила как базовые, признав их.

## История

### XVIII век
Метрическая система выросла из постановлений, принятых Национальным собранием Франции в 1791 и 1795 годах по определению метра как одной десятимиллионной доли четверти окружности Земли (от Северного полюса до экватора) по меридиану, проходящему через Париж — Парижскому меридиану.
В 1790 году французы предложили Великобритании и США установить единую длину метр, равную длине маятника с ударом в 1 секунду (то есть с периодом колебания 2 секунды). Парламент Великобритании и Конгресс США отказались от этого предложения по причине неудачи согласования широты, на которой надо измерять маятник. Каждая страна хотела использовать меридиан, проходящий через их страну. Поэтому французские учёные решили пойти на определение метра самостоятельно.
7 апреля 1795 года метрическая система впервые была сформирована и официально принята во французском праве. В ней было определено шесть десятичных единиц:
1. Метр
2. Ар
3. Стер (позднее получил название кубический метр)
4. Литр
5. Грамм
6. Франк (французская валюта)

Также были определены первые десятичные приставки, которые позднее стали приставками СИ. В декабре 1799 года во Франции был издан закон, согласно которому метрическая система стала единственной в стране.

### XIX век
В 1832 году немецкий учёный Карл Фридрих Гаусс предложил в физике новую систему мер СГС (сантиметр-грамм-секунда), которая была привязана к миллиграмму и миллиметру. Тем самым Гаусс ввёл метрические единицы в науку. С его труда метрическая система была принята научным сообществом как базовая в научных исследованиях.
Декретом, изданным 4 июля 1837 года, метрическая система была объявлена обязательной к применению во всех коммерческих сделках во Франции. Она постепенно вытеснила местные и национальные системы в других странах Европы и была законодательно признана как допустимая в Великобритании и США.
В 1861 году группа британских учёных предложила модель взаимосвязанных единиц. Взяв за основу прообраз СГС, созданный Карлом Гауссом с механическими единицами (длина, масса, время), они предложили связать с ними тепловые и электрические единицы. В докладе 1863 года они ввели концепцию целостной системы единиц, в соответствии с которой единицы длины, массы и времени были определены как «фундаментальные единицы» (в настоящее время известные как базовые единицы). Все другие единицы измерения могут быть получены (следовательно, производные единицы) из этих базовых единиц. В качестве базовых величин были выбраны метр, грамм и секунда.
Определяя метр как десятимиллионную долю четверти земного меридиана, создатели метрической системы стремились добиться инвариантности и точной воспроизводимости системы. За единицу массы они взяли грамм, определив его как массу одной миллионной кубического метра воды при её максимальной плотности. Для облегчения применения новых единиц в повседневной практике были созданы металлические эталоны, с предельной точностью воспроизводящие указанные идеальные определения.
Вскоре выяснилось, что металлические эталоны длины можно сравнивать друг с другом, внося гораздо меньшую погрешность, чем при сравнении любого такого эталона с четвертью земного меридиана. Кроме того, стало ясно, что и точность сравнения металлических эталонов массы друг с другом гораздо выше точности сравнения любого подобного эталона с массой соответствующего объёма воды.
В связи с этим Международная комиссия по метру в 1872 году постановила принять за эталон длины «архивный» метр, хранящийся в Париже, «такой, каков он есть». Точно так же члены Комиссии приняли за эталон массы архивный платино-иридиевый килограмм, «учитывая, что простое соотношение, установленное создателями метрической системы, между единицей веса и единицей объёма представляется существующим килограммом с точностью, достаточной для обычных применений в промышленности и торговле, а точные науки нуждаются не в простом численном соотношении подобного рода, а в предельно совершенном определении этого соотношения».
20 мая 1875 года семнадцать стран подписали Метрическую конвенцию, и этим соглашением была установлена процедура координации метрологических эталонов для мирового научного сообщества через Международное бюро мер и весов и Генеральную конференцию по мерам и весам.
Новая международная организация незамедлительно занялась разработкой международных эталонов длины и массы и передачей их копий всем странам-участницам.

### XX век
На основе метрической системы была разработана и принята в 1960 году XI Генеральной конференцией по мерам и весам Международная система единиц (СИ). В течение второй половины XX века большинство стран мира перешло на систему СИ.

### Конец XX века-XXI век
В 1990-х годах широкое распространение компьютерной и бытовой техники из Азии, в которых отсутствовали инструкции и надписи на русском языке и других языках бывших соцстран, но имелись на английском, привело к оттеснению метрической системы в ряде направлений техники. Так, размеры компакт-дисков, дискет, жёстких дисков, диагонали мониторов и телевизоров, матриц цифровых фотоаппаратов в России обычно указываются в дюймах, несмотря на то, что оригинальный дизайн обычно выполнен в метрической системе. Например, ширина жёстких дисков «3,5 дюйма» на самом деле 90 мм, диаметр CD и DVD — 120 мм. Все компьютерные вентиляторы используют метрическую систему (80 и 120 мм). Самый популярный формат любительских фотоснимков 4R (известный в США как 4х6 дюймов, а в странах с метрической системой как 10х15 см) привязан к миллиметру и имеет размер 102×152 мм вместо 101,6×152,4 мм.
К настоящему[какому?] времени метрическая система официально принята во всех государствах мира, кроме США, Либерии и Мьянмы. Последней страной из уже завершивших переход к метрической системе стала Ирландия (2005 год). В Великобритании и Сент-Люсии процесс перехода к СИ до сих[каких?] пор не закончен. В Антигуа и Барбуде, а также в Гайане фактически этот переход далёк от завершения. Китай, завершивший этот переход, тем не менее использует для метрических единиц древнекитайские названия. В США для использования в науке и изготовления научных приборов принята система СИ, для всех остальных областей (кроме фармакологии, все лекарственные препараты маркируются только по системе СИ) — американский вариант английской системы единиц.
В настоящий[какой?] момент в Мьянме используются три системы измерений. Первая — родная бирманская, вторая имперская (английская), третья — метрическая. Первые две широко используются внутри страны. Метрическая система в основном используется в торговле с другими странами. Проблемой перехода на метрическую систему считается отсутствие политической воли властей Мьянмы, так как это требует значительных усилий (выпуск учебных пособий, обучение населения и чиновников) и вложений (например, замена весов и измерительных приборов). По состоянию на 2014 год объявлена разработка планов по подготовке к переходу на метрическую систему к 2019 году с помощью Немецкого национального метрологического института.
В Либерии используются две системы измерений: имперская (США) и метрическая. Правительство Либерии анонсировало постепенный переход на метрическую систему (сроки не указаны). В настоящее[какое?] время в своих отчётах правительство использует обе системы.

### Метрическая система в Российской империи, СССР
Метрическая система мер была допущена к применению в России (в необязательном порядке) законом от 4 июня 1899 года, проект которого был разработан Д. И. Менделеевым, и введена в качестве обязательной декретом Временного правительства от 30 апреля 1917 года ; 14 сентября 1918 г. был принят декрет СНК РСФСР № 725, в котором предусматривался переход на международную метрическую систему мер и весов в течение 1919—1922 гг.
Кроме метрической системы мер, в РФ до сих пор используется неметрическая единица — миллиметр ртутного столба. В СССР в 1980-х был предпринят переход в информационном поле на гектопаскали, однако в дальнейшем вернулись к мм. рт. столба, кроме сферы авиаперевозок, где в переговорах между авиадиспетчерами и экипажами значение атмосферного давления передаётся в гектопаскалях.

### Метрическая система в США
В США метрическая система единиц в разных отраслях используется по-разному. Например, в научной сфере метрическая система является доминирующей, за исключением ряда разделов, таких как метеорология и геология, где в основном используются традиционные имперские системы единиц: температуру измеряют в градусах Фаренгейта, давление — в дюймах ртутного столба, скорость ветра — в узлах. В других сферах, например, таких как строительство, используется исключительно имперская система единиц. Также есть гибридные сферы применения, например, спидометры делают с двумя совмещёнными шкалами, которые одновременно показывают мили в час и километры в час.
Внутри США есть как сторонники метрификации (перехода на метрическую систему), так и противники. В 2013 году в штате Гавайи вносился законопроект, который предлагал сделать метрическую систему в этом штате обязательной. В 1992 году некоторые члены Конгресса пытались законодательно запретить использование метрической системы на федеральных автомагистралях.
Наиболее вероятной причиной, вызывающей сопротивление метрификации, является такой же, какая возникла во Франции после законодательного внедрения метра, когда простой народ не принимал новые единицы и использовал старые привычные футы, льё и ливры. Потребовалось больше 40 лет, чтобы новые единицы дошли до простого населения и стали естественными.
Одной из причин являются те затраты, которые пришлось бы понести экономике страны в случае перехода на систему СИ. Ведь пришлось бы переработать технические чертежи и инструкции к сложнейшему оборудованию. Во-вторых. Упорный консерватизм американцев заставляет их сопротивляться любым новшествам, в особенности тем, которые исходят от иностранцев. В-третьих. Продукция США является конкурентоспособной на мировом рынке даже несмотря на непривычные дюймы и фунты.

### Метрическая система в авиации, космическом и морском деле
Несмотря на широкое распространение метрической системы в мире, в некоторых отраслях дело обстоит совершенно по-иному. Так, исторически сложилось, что в авиации (гражданской) и в морском деле применяется устаревшая система мер на основе футов и миль. При этом ICAO (международная организация гражданской авиации) имеет твёрдую позицию о безусловном изъятии неметрических единиц из практики авиации. В авиации чисто метрическая система используется в Швеции, в России, в Китае и в некоторых других странах, что иногда создаёт некоторое недопонимание между диспетчерами и пилотами.
Но в космической области, включая США (NASA), полностью произошёл переход на метрическую систему.

## Приставки для кратных и дольных единиц
Вместе с основными и производными единицами в метрической системе используют стандартный набор приставок для образования кратных и дольных единиц. (Эта идея была предложена Габриелем Мутоном — французским математиком и богословом — в 1670 году.) Например, приставка «кило» используется для образования единицы длины (километр), превышающей базовую единицу измерения в 1000 раз. Международная система единиц (СИ) рекомендует использование стандартных десятичных приставок СИ для образования названий и обозначений кратных и дольных единиц.

## Метрические варианты традиционных единиц
Были также попытки немного изменить традиционные единицы так, чтобы соотношение между ними и метрическими единицами стало более простым; это позволяло также избавиться от неоднозначного определения многих традиционных единиц. Например:
- метрическая тонна (ровно 1000 кг)
- метрический карат (ровно 0,2 г)
- метрический фунт (ровно 500 г)
- метрический фут (ровно 300 мм)
- метрический дюйм (ровно 25 мм)
- метрическая лошадиная сила (ровно 75 кгс·м/с)
- метрический дёнюм (ровно 1000 м²)

Часть этих единиц прижилась; в настоящее время в России «тонна», «карат» и «лошадиная сила» без уточнения всегда обозначают метрические варианты этих единиц.